# John Edmund Alexander Baird
John Edmund Alexander Baird, britanski general, * 1900, † 1958.